# Triharjo (Gemuh)
Triharjo is een bestuurslaag in het regentschap Kendal van de provincie Midden-Java, Indonesië. Triharjo telt 3557 inwoners (volkstelling 2010).